# Mordano
Mordano (en dialecte bolonyès: Murdè o Murdèn) és una ciutat i comune (municipi) de la Ciutat metropolitana de Bolonya (antiga província de Bolonya), a la regió italiana d'Emília-Romanya. Al municipi hi ha dues poblacions principals: Mordano i Bubano.
Limita amb els municipis de Bagnara di Romagna, Imola, Lugo i Massa Lombarda.
L'1 de gener de 2018 tenia 4.692 habitants.

## Història
Una intensa activitat de centuriació va ser realitzada a la zona pels romans i encara és visible avui dia: els carrers del camp s'organitzen en una xarxa quadrada, cada quadrat té un costat d'uns 715 metres.
Hi ha testimonis de la recuperació de la terra durant els segles xi i xii, creant la massa Bibani: un petit poble (Bubanus) va créixer entorn d'aquesta nova divisió de sòl cultivable. Més tard, es va construir un castell en aquesta ubicació.
La presència d'un castell a Mordano està testificat durant el segle xv.
Ambdós castells van ser annexats en el domini de Caterina Sforza el 1488. El 1498, el rei Carles VIII de França va destruir el castell de Mordano, però no va poder conquerir el de Bubano, reforçat per Caterina Sforza i transformat en una forta fortalesa.

Durant els segles següents, Mordano i Bubano formaven part del domini de l'Església i els dos municipis es van unir. Durant aquest període, també el castell de Bubano va ser derrocat progressivament i actualment només existeix la torre principal (coneguda com a Torrione Sforzesco).

El 1860 el municipi de Mordano va passar a formar part del nou Regne d'Itàlia.

## Esdeveniments
Els principals esdeveniments que tenen lloc al municipi durant l'any són els següents:
- Sagra dell'Agricoltura. Festa agrícola, des de 1981. Mordano, darrera setmana de maig.[6]
- Palio del Torrione. Jocs de la torre, des de 1997. Bubano, tercera setmana de juny.[7]

## Ciutats agermanades
Mordano està agermanat amb:
- Mezőhegyes, Hongria, des de 1990